# Elise Collier
Elise Collier (* 10. Juli 1998 in Melbourne) ist eine australische Sportschützin.

## Leben
Collier wuchs in Melbourne auf und spielte in ihrer Kindheit Cricket für das Jugendteam des Ormond Cricket Club und die Auswahlmannschaft des Bundesstaates. Im Dezember 2011 wurde sie im Training von einem Ball am Hinterkopf getroffen. Sie kam ins Krankenhaus, konnte es aber kurze Zeit nach der Einlieferung wieder verlassen. Drei Tage später spielte sie ein weiteres Spiel und brach dabei auf dem Feld zusammen. Abermals wurde sie ins Krankenhaus eingeliefert und dort wurde ein gebrochener Schädel diagnostiziert. In der Folge verlor sie zeitweise ihr Seh- und Hörvermögen auf der rechten Körperseite und litt an unkontrollierten Bewegungen am rechten Arm. Seitdem leidet sie an chronischen ununterbrochenen Kopfschmerzen, die unter anderem ihre Konzentrationsfähigkeit stark beeinträchtigten. Da die Kopfschmerzen medizinisch nicht zu beheben waren, empfahl ihr Vater, es mit Schießen zu probieren, um sich mithilfe des Trainings der erforderlichen Konzentration auf den Sport von den Schmerzen abzulenken.
Daraufhin begann sie 2014 im örtlichen Schießclub und etablierte sich schnell im Sport. Ein Jahr später gewann sie die Juniorenmeisterschaft ihres Bundesstaates. Seit 2017 wechselte sie zu den Disziplinen der International Shooting Sport Federation. Im Jahr 2019 wurde sie für die Ozeanien-Meisterschaften nominiert und gewann dort in den Disziplinen 10 m Luftpistole und 50 m Kleinkalibergewehr Dreistellungskampf jeweils die Silbermedaille.
Beim Qualifikationswettbewerb des australischen Verbandes für die Olympischen Spiele 2020 gelang es ihr, in der Disziplin 10 m Luftgewehr den Weltrekord zu brechen, der jedoch auf Grund des Status des Wettbewerbes nicht anerkannt wurde und ausschließlich als australischer Rekord zählt. Sie konnte sich dabei gegen Victoria Rossiter durchsetzen, die ursprünglich den Quotenplatz gewonnen hatte und erreichte die Qualifikation für die Spiele. Bei den Spielen trat sie neben der Disziplin 10 m Luftgewehr im Einzel zusammen mit Alex Hoberg im Mixed für 10 m Luftgewehr an. Im Einzel erzielte sie 618,2 Ringe und belegte damit den 42. Platz.